# Hidrolândia (Ceará)
Hidrolândia è un comune del Brasile nello Stato del Ceará, parte della mesoregione del Noroeste Cearense e della microregione di Santa Quitéria.